# Moskauer Geistliche Akademie

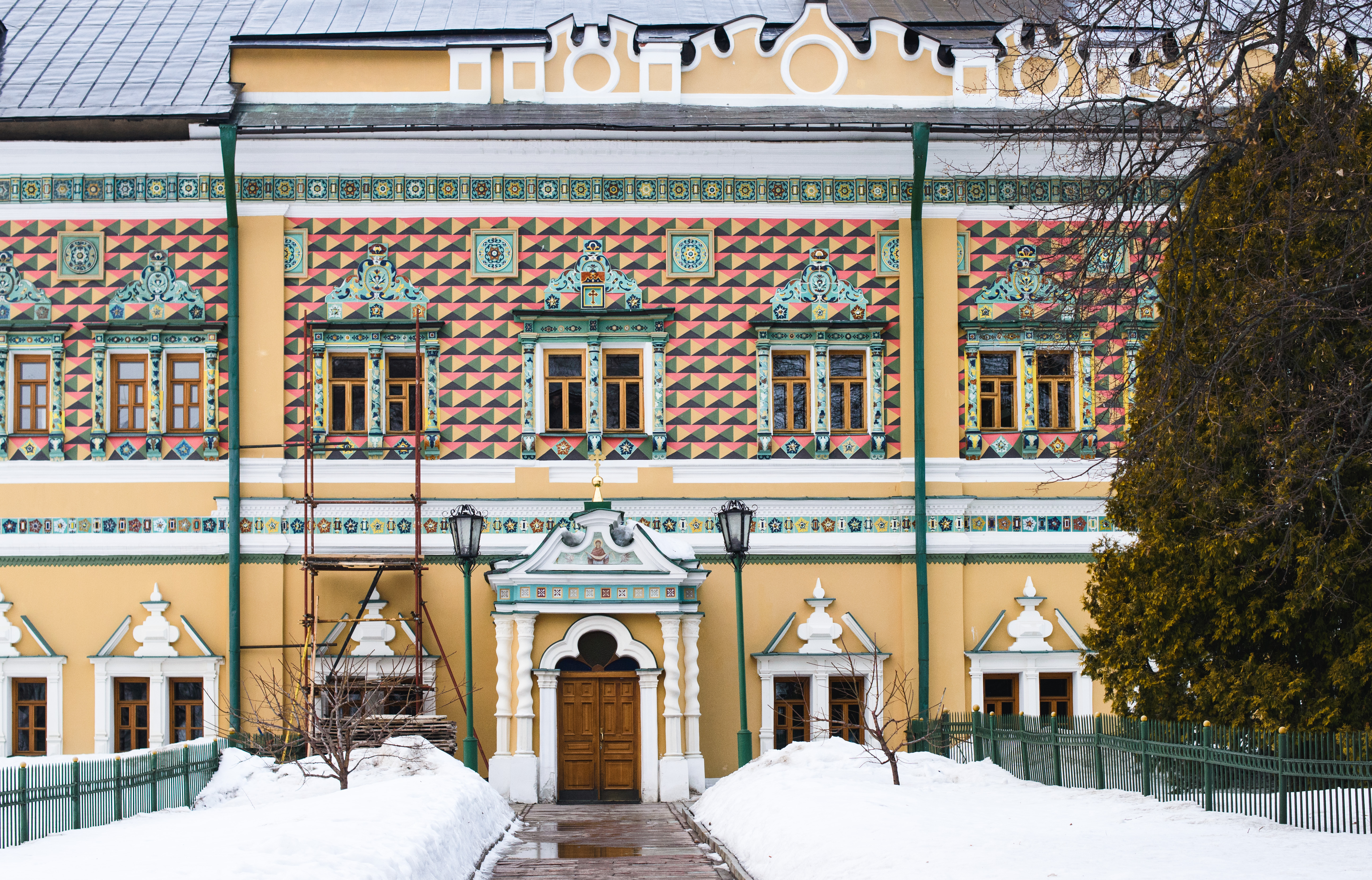

Die Moskauer Geistliche Akademie (russisch Московская духовная академия, wiss. Transliteration Moskovskaja duhovnaja akademija) ist eine kirchliche Hochschule auf dem Gelände des Dreifaltigkeitsklosters von Sergijew Possad in der nordöstlichen Oblast Moskau.

## Bedeutung
Die Moskauer Geistliche Akademie ist die bedeutendste Bildungseinrichtung der Russisch-Orthodoxen Kirche (Moskauer Patriarchat). Kleriker studieren dort üblicherweise nach ihrer Priesterweihe, um sich auf höhere Aufgaben in der Kirche vorzubereiten.
Auch ein Fernstudium ist möglich, hauptsächlich für Priester im Ausland, meist Mönche, die sich für die Übernahme eines kirchlichen Amtes weiterbilden müssen.

## Geschichte

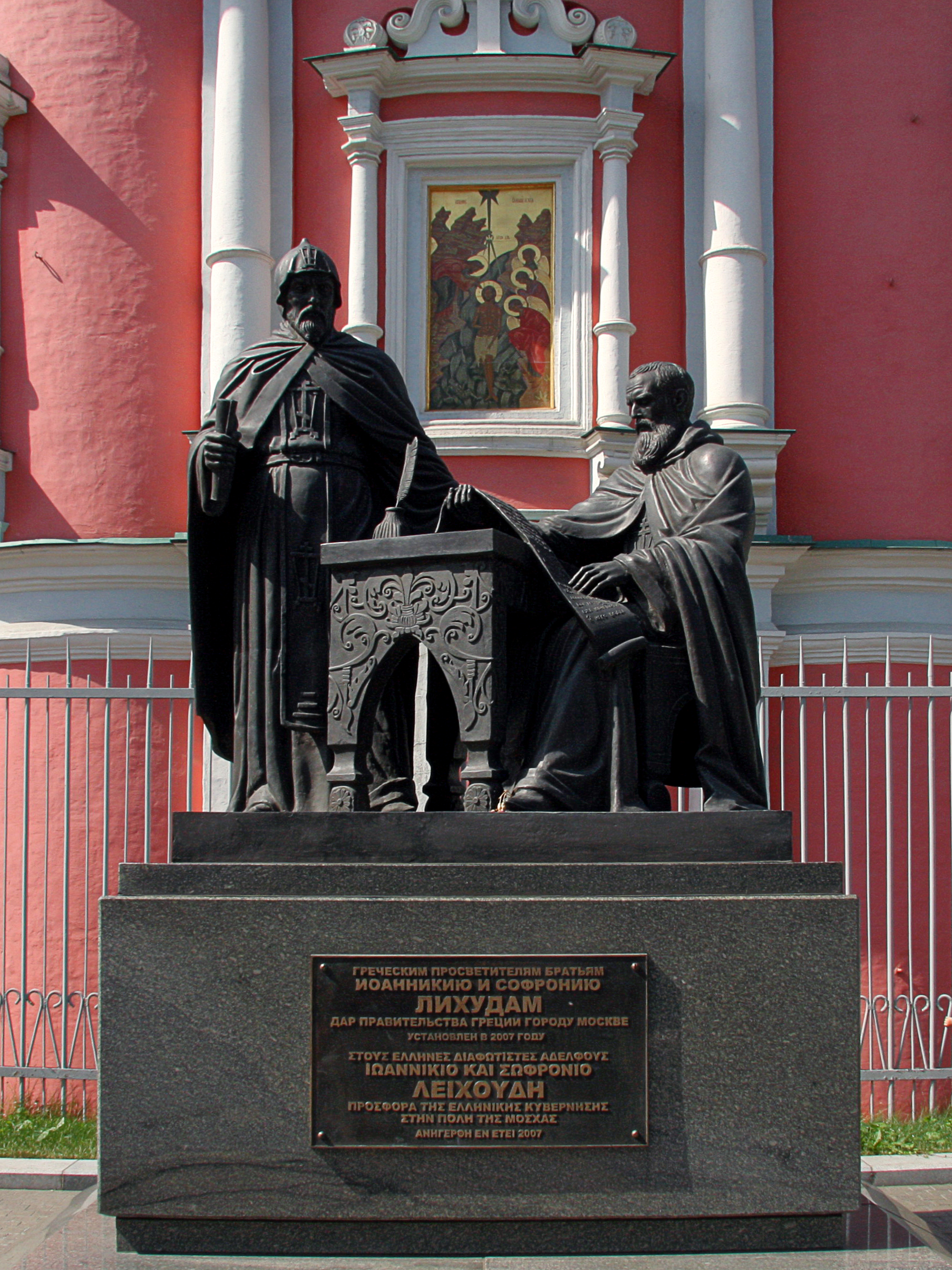
Denkmal der Gebrüder Lichud am Moskauer Epiphanias-Kloster

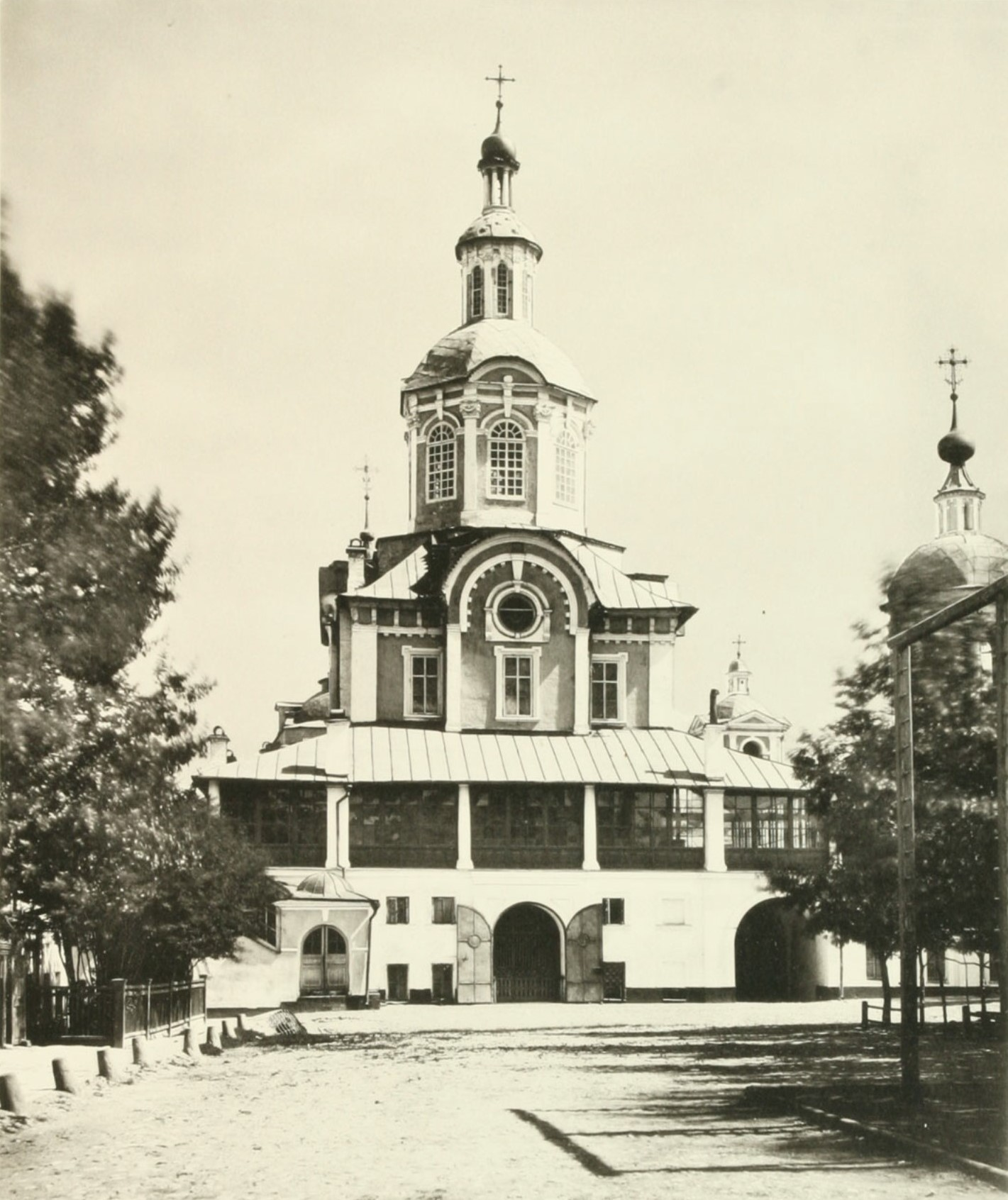
Das Zaikonospassky-Kloster, einst Sitz der Akademie

Gegründet wurde die Moskauer Geistliche Akademie 1687 auf Betreiben der Brüder Lichud (Sophronius Lichud und Joanniki Lichud) als Slawisch-Griechisch-Lateinische Schule, nachdem der Zar Fjodor III. im Jahr 1686 das Gründungsdekret unterzeichnet hatte. Die Schule war die erste höhere Bildungseinrichtung in Moskau.
Unter der Regierung von Zar Peter I. wuchs die Schule und wurde in eine höhere theologische Lehranstalt umgewandelt, zumal in dieser Zeit viele weltliche Schulen entstanden, die die Bildung der Bevölkerung gewährleisteten. 1721 wurde die Schule dem Heiligen Synod unterstellt.
1775 erfolgte die offizielle Benennung in „Slawische Griechisch-Latein-Schule“ und ihr Bildungsauftrag wurde mit dem Priesterseminar des Dreifaltigkeitsklosters abgestimmt.
Im Laufe des 19. Jahrhunderts wurde die frühere Griechisch-Latein-Schule zur ersten theologischen Schule der Russischen Orthodoxen Kirche. Zu den Professoren befanden sich der bedeutende Historiker Wassili Ossipowitsch Kljutschewski und der christliche Philosoph Pawel Alexandrowitsch Florenski. Seit 1892 gibt die Moskauer Geistliche Akademie die am meisten angesehene Zeitschrift für orthodoxe Theologie mit dem Titel Bogoslowski westnik („Theologischer Bote“) heraus. Zu deren Schriftleiter gehörten schon Gorski-Platonow und Pawel Alexandrowitsch Florenski.
Nach der Oktoberrevolution wurde die Moskauer Geistliche Akademie 1918 von den Bolschewiken geschlossen. Einige Professoren, unter ihnen der Rektor, Erzbischof Fjodor Posdejewski, sowie I. W. Popow und Pawel Alexandrowitsch Florenski, wechselten an die informelle Höhere Theologische Schule in Moskau, wo allerdings nur wenige Studenten übrig blieben.
Im September 1943, am Höhepunkt des Zweiten Weltkriegs in der Sowjetunion, traf der sowjetische Diktator Josef Stalin drei führende Erzbischöfe der russisch-orthodoxen Kirche und vereinbarte mit ihnen eine neue Politik der Kooperation mit der orthodoxen Kirche Russlands. Dabei versprach er die Anerkennung der Höheren Theologischen Schule und stellte eine Wiedereröffnung in Aussicht. Wie versprochen wurde die Schule am 14. Juli 1944 im Nowodewitschi-Kloster eröffnet. Es war die erste offiziell zugelassene theologische Ausbildungseinrichtung in der Sowjetunion. Der Lehrbetrieb wurde von Grigori Tschukow, Erzbischof von Saratow, in die Wege geleitet. Der Rektor war Sergej Wassiljewitsch Sawinski (1877–1954).
Im Jahr 1946 wurde das Theologische Institut in die heutige Moskauer Geistliche Akademie umgestaltet. Ein Jahr später, 1947, erhielt die Akademie das Recht, die Titel Kandidat nauk (Kandidat der Wissenschaften, erster Postgraduiertenabschluss in der ehemaligen UdSSR), Doktor und Professor zu verleihen.
1949 wurde es der Moskauer Geistlichen Akademie ermöglicht, zu ihrem ursprünglichen Standort im Dreifaltigkeitskloster von Sergijew Possad zurückzukehren, wo sich die Geistliche Akademie bis heute befindet. Die meisten der jüngeren Bischöfe und Theologen der russisch-orthodoxen Kirche haben einen Abschluss an der Moskauer Akademie gemacht.

## Bedeutende Absolventen
- Anthim I. (1816–1888), erster bulgarischer Exarch
- Peter von Krutizy (1862–1937), Hieromärtyrer der Russisch-Orthodoxen Kirche
- Pawel Alexandrowitsch Florenski (1882–1937), Religionsphilosoph, Theologe und Mathematiker
- Filaret Denyssenko (* 1929), Patriarch von Kiew und der gesamten Ukraine
- Alexander Wladimirowitsch Men (1935–1990), russisch-orthodoxer Religionsphilosoph, Priester und Dissident
- Wladimir Wladimirowitsch Iwanow (* 1943), orthodoxer Theologe an der Ausbildungseinrichtung für Orthodoxe Theologie der Universität München